# Casa Gras (Fígols)
La Casa Gras és una obra de Tremp (Pallars Jussà) protegida com a Bé Cultural d'Interès Local.

## Descripció
Es tracta d'un antic habitatge que es troba en procés de restauració i rehabilitació. ÉS un edifici de planta poc definida, en forma d'ela, resultat de l'annexió de dues fortificacions unides entre si. L'habitatge consta de dues plantes i unes golfes. Se situa a diferent nivell sobre el terreny i aprofita el marge del bancal on està ubicat per recolzar un dels seus laterals. És un edifici construït amb pedra del país, a base de carreus irregulars rejuntats amb fang. Les obertures combinen diferents formes; la part d'accés és una porta de grans dimensions, de tall quadrangular i acabada amb llinda de fusta. En aquest mateix edifici, però a la façana que s'obre al pati, es troba una gran porta acabada amb arc adovellat. L'edifici situat vers l'est disposa d'una altra porta de grans dimensions, també acabada amb arca adovellat i precedida d'unes escalinates.